# 僚安
僚安（？—？），姓不详，僚氏，名安，晋国大夫。
前514年，晋国的祁氏和羊舌氏被六卿消灭。中军将魏献子将羊舌氏的封邑分为三个县，魏献子认为僚安贤能，提拔他担任杨氏大夫，僚安在接受县大夫的职务后才进见魏献子。